# Plaque de la mer Égée
La plaque de la mer Égée est une microplaque tectonique de la lithosphère de la planète Terre. Sa superficie est de 0,007 93 stéradians. Elle est généralement associée à la plaque eurasiatique.

## Caractéristiques
Elle se situe au sud-est de l'Europe, entre la Grèce et la Turquie. Elle couvre la mer Égée, le Péloponnèse, la Crète et les côtes turques de la mer Égée.
La plaque de la mer Égée est en contact avec les plaques eurasiatique, anatolienne et africaine. La subduction de la plaque africaine sous la plaque de la mer Égée donne naissance à l'arc égéen composé de plusieurs volcans.
Le déplacement de la plaque de la mer Égée se fait à une vitesse de rotation de 0,649 7° par million d'années selon un pôle eulérien situé à 74° 28′ de latitude nord et 87° 24′ de longitude ouest (référentiel : plaque pacifique).

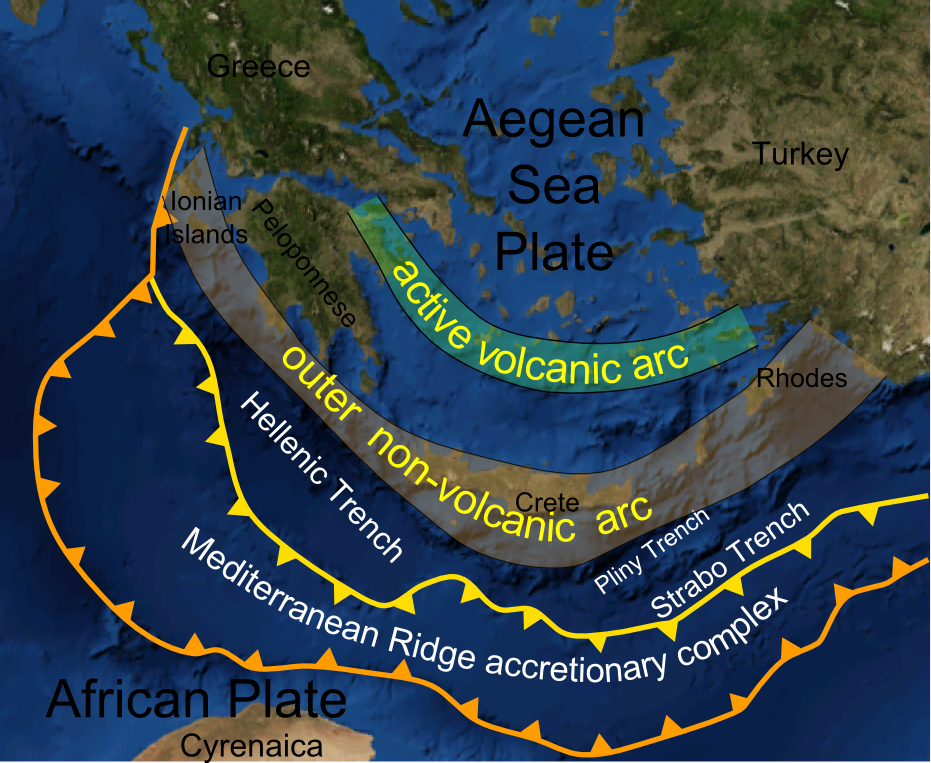
Carte de l'arc égéen.

## Source
- (en) Peter Bird, An updated digital model of plate boundaries, vol. 4, Geochemistry Geophysics Geosystems, 14 mars 2003 (DOI 10.1029/2001GC000252, Bibcode 2003GGG.....4.1027B, lire en ligne)